# Spy Kids 3-D: Game Over
Spy Kids 3-D: Game Over is een Amerikaanse jeugdfilm uit 2003, geregisseerd, geproduceerd, geschreven en door Robert Rodriguez. De hoofdrollen worden vertolkt door Alexa Vega, Daryl Sabara en Sylvester Stallone. De film is het vervolg op Spy Kids 2: The Island of Lost Dreams en Spy Kids.
Het vierde deel in de Spy Kids-reeks heet Spy Kids 4: All the Time in the World. Deze film kwam uit op 19 augustus 2011.

## Verhaal
Carmen (Alexa Vega) wordt per ongeluk opgesloten in een virtueel computerspel ontworpen door de geheimzinnige Toymaker (Sylvester Stallone). Juni (Daryl Sabara) doet er alles aan om zijn zusje te redden en de wereld te bevrijden van de Toymaker.

## Rolverdeling
| Acteur             | Personage         |
| ------------------ | ----------------- |
| Alexa Vega         | Carmen Cortez     |
| Daryl Sabara       | Juni Cortez       |
| Sylvester Stallone | de Toymaker       |
| Ricardo Montalbán  | Valentin          |
| Ryan Pinkston      | Arnold            |
| Robert Vito        | Rez               |
| Bobby Edner        | Francis           |
| Antonio Banderas   | Gregorio Cortez   |
| Carla Gugino       | Ingrid Cortez     |
| Emily Osment       | Gerti Giggles     |
| Matt O'Leary       | Gary Giggles      |
| Mike Judge         | Donnagon Giggles  |
| Salma Hayek        | Francesca Giggles |
| George Clooney     | Devlin            |
| Holland Taylor     | Oma               |
| Courtney Jines     | Demetra           |
| Cheech Marin       | Felix             |
| Danny Trejo        | Machete Cortez    |
| Alan Cumming       | Fegan Floop       |
| Steve Buscemi      | Romero            |
| Bill Paxton        | Dinky Winks       |
| Tony Shalhoub      | Alexander Minion  |
| Elijah Wood        | De Jongen         |
| Selena Gomez       | Waterpark meisje  |